# Matt Crafton
Matthew Justin „Matt“ Crafton (* 11. Juni 1976 in Tulare, Kalifornien) ist ein US-amerikanischer Rennfahrer, der derzeit in der NASCAR Camping World Truck Series fährt. Dort pilotiert er den Menards Ford F150 mit der Startnummer 88 von ThorSport Racing. In der Saison 2009 belegte er Rang zwei der Gesamtwertung.

## Karriere
Crafton begann seine Karriere im Alter von sieben Jahren, als er ein Go-Kart geschenkt bekam. Er gewann zahlreiche regionale und nationale Titel, bevor er im Alter von 15 Jahren auf Midget-Cars, Fahrzeuge, die Karts ähneln, umstieg. Er gewann in Midgets 20 Hauptrennen. Im Jahre 1996 stieg er in die Featherlite Southwest Series ein, in der er im Jahre 2000 die Meisterschaft gewann. 1998 erlangte er nationale Bekanntheit durch die Teilnahme an der Winter Heat Series, die auf dem US-amerikanischen Fernsehsender ESPN zu sehen war. Dabei trat er unter anderen gegen Piloten wie Greg Biffle, Kevin Harvick, Kurt Busch und Ron Hornaday Jr. an.
Im Jahre 2000 gab Crafton sein Debüt in der NASCAR Craftsman Truck Series im Saisonfinale, dem Motorola 200 auf dem California Speedway. Er startete auf Platz 17 und kam auf einem sehr guten neunten Platz ins Ziel. In der Saison 2001 wurde er vom Vollzeitpiloten von ThorSport Racing. Dort bleibt er bis zum Ende der Saison 2003. Dabei kam er 28 Mal in die Top 10, allerdings nicht ein einziges Mal in die Top 5. Die besten Platzierungen in Rennen waren im Jahre 2001 Platz sechs, im Jahre 2002 Platz sieben und im Jahre 2003 wieder Platz sechs. Die beste Platzierung in der Fahrergesamtwertung Platz elf in der Saison 2003.
Zum Beginn der Saison 2004 unterzeichnete Crafton einen Vertrag bei Kevin Harvick Incorporated, der ihm die Möglichkeit gab ein ganzes Jahr für Harvick zu fahren. Er kam erstmals in der Craftsman Truck Series in die Top 5, seine besten Ergebnisse waren zwei dritte Plätze im O’Reilly 200 auf dem Bristol Motor Speedway und im Chevy Silverado 150 auf dem Phoenix International Raceway. Er wurde Fünfter der Gesamtwertung. Trotzdem kehrte er zu ThorSport Racing zurück, wo er nicht mehr an die Erfolge bei, die er bei Kevin Harvick Incorporated feierte, anknüpfen konnte. Im Jahre 2005 sicherte er sich auf dem New Hampshire International Speedway seine erste Pole-Position in der Serie, schied jedoch aus und wurde nur 35. im Rennen. Die Saison beendete er auf Rang neun der Gesamtwertung. Auch in der Saison 2006 fuhr er für ThorSport Racing und kam dabei viermal in die Top 5. Er fiel in der ganzen Saison nur einmal aus und belegte am Ende Platz 14 der Gesamtwertung. In der Saison 2007 fuhr Crafton nur noch einmal in die Top 5, hatte jedoch häufiger Pech, dennoch reichte es zum achten Platz der Gesamtwertung. Er war neben Rick Crawford einer von nur zwei Fahrern in den Top 10 der Punkte, die keinen Sieg einfahren konnte.
Auch in der Saison 2008 startete er für ThorSport Racing. Am 16. Mai 2008 gewann er sein erstes Rennen, das North Carolina Education Lottery 200 auf dem Lowe’s Motor Speedway. Das Folgejahr wurde im insgesamt 21 Top-10-Platzierungen zum besten seiner Karriere. In der Meisterschaft belegte Crafton Rang zwei. Sein nächster Sieg folgte 2011 in Iowa.
2013, nachdem ThorSport von Chevrolet zu Toyota gewechselt war, gelang Crafton mit dem Titelgewinn sein größter Triumph, obwohl er in derselben Saison nur ein Rennen gewinnen konnte. Dieses Kunststück wiederholte er im Folgejahr (erstmals mit mehreren Siegen) und war damit der erste Fahrer überhaupt in der drittgrößten NASCAR-Serie, dem es gelungen war, seinen Titel zu verteidigen.
2015 gewann Crafton sogar sechs Rennen und damit mehr als in seinen ersten 14 NASCAR-Jahren zusammen, verpasste jedoch die Titelverteidigung gegen Erik Jones und wurde nur noch Gesamtdritter.
2016 gewann Crafton zwei Rennen und wurde Vizechampion hinter Johnny Sauter.
2017 gewann Matt Crafton das Eldora Dirt Derby auf dem Eldora Speedway. Es war das erste Dirt-Rennen, das er in der Nascar Camping World Truck Series gewinnen konnte.
2018, nachdem ThorSport zu Ford gewechselt war, blieb Crafton erstmals seit 2012 sieglos und verpasste zudem die Top 4 der Gesamtwertung und wurde Sechster.
2019 gelang Crafton zum dritten Mal der Titelgewinn, obwohl es ihm während der gesamten Saison nicht gelungen war ein Rennen zu gewinnen, was sich vor allem mit dem seit 2016 aktiven Chase-for-the-Cup-Format als schwierig gestaltete. Dennoch lagen er und sein ebenfalls siegloser Teamkollege Grant Enfinger zu Beginn der Play-offs aufgrund ihrer Konstanz auf den ersten beiden Plätzen der Meisterschaft. Zwei Rennen später, zum Ende der Round of 8, lag Crafton vor Enfinger und Sauter. Im nächsten Rennen auf dem Las Vegas Motor Speedway erreichte keiner der drei das Ziel, und da Crafton am Crafton von allen ThorSport-Fahrern vor dem Rennen am besten dagestanden hatte, kam er mit einem 30. Platz als Einziger der drei in die Round of 6. Nach einem achten Platz wurde Crafton nur 23. in Martinsville (seine erst zweite Platzierung außerhalb der Top 20 nach Las Vegas), kam jedoch trotzdem vor zwei anderen Meisterschaftskandidaten, Austin Hill und Tyler Ankrum ins Ziel. Nachdem Crafton im vorletzten Rennen sechster, Hill 13. und Ankrum 26. wurde, reichte es somit, in die Top 4 zu kommen und damit beim Finale in Homestead um den Titel zu kämpfen. Dort musste er sich im Kampf um den Sieg zwar Hill geschlagen geben, kam jedoch vor den anderen Titelkandidaten, Ross Chastain, Brett Moffitt und Stewart Friesen, ins Ziel.
Er war damit der zweite Fahrer nach Austin Dillon, dem es gelungen war, in einer der drei größten NASCAR-Serien sieglos Champion zu werden. Zudem zog er, was Titel in der Trucks-Serie angeht, mit Jack Sprague gleich und liegt damit an zweiter Stelle hinter Ron Hornaday junior.
2020 fuhr Crafton seinen ersten Rennsieg für Ford sowie seinen 15. Sieg insgesamt ein. Dennoch verpasste er vor dem letzten Rennen die „Final 4“ und wurde lediglich Gesamtfünfter.
2021 kehrte ThorSport zu Toyota zurück. Crafton blieb diesmal wieder sieglos, zwar schaffte er es zum vierten Mal in sechs Saisons in die Final 4, dort allerdings wurde er als Zwölfter schlechtester der vier Meisterschaftskandidaten. Der Titel ging an Craftons Teamkollegen Ben Rhodes.
2022 blieb Crafton abermals sieglos und schied nach der Round of 10 aus (das Play-offs-Feld war vergrößert worden). Er schloss die Saison als Neunter ab und scheiterte damit erstmals seit 2006 an den Top 8 der Gesamtwertung.
Dennoch verbleibt der Kalifornier auch 2023 im Team.
Crafton startete in fast 500 aufeinander folgenden Rennen in der Camping World Truck Series.

## Privat
Crafton ist verheiratet und Vater einer Tochter.